# معصوم‌آباد (درودزن)
معصوم‌آباد یک روستا در ایران است که در دهستان ابرج، بخش درودزن، شهرستان مرودشت، استان فارس واقع شده‌است. معصوم‌آباد ۲۰۰ نفر جمعیت دارد.